# فرودگاه بین‌المللی نواکشوت
فرودگاه بین‌المللی نواکشوت (به انگلیسی: Nouakchott International Airport) یک فرودگاه همگانی با کد یاتا NKC است که یک باند فرود آسفالت دارد و طول باند آن ۳۰۱۰ متر است. این فرودگاه در شهر نوآکشوت کشور موریتانی قرار دارد و در ارتفاع ۲ متری از سطح دریا واقع شده‌است.